# English-Only Movement

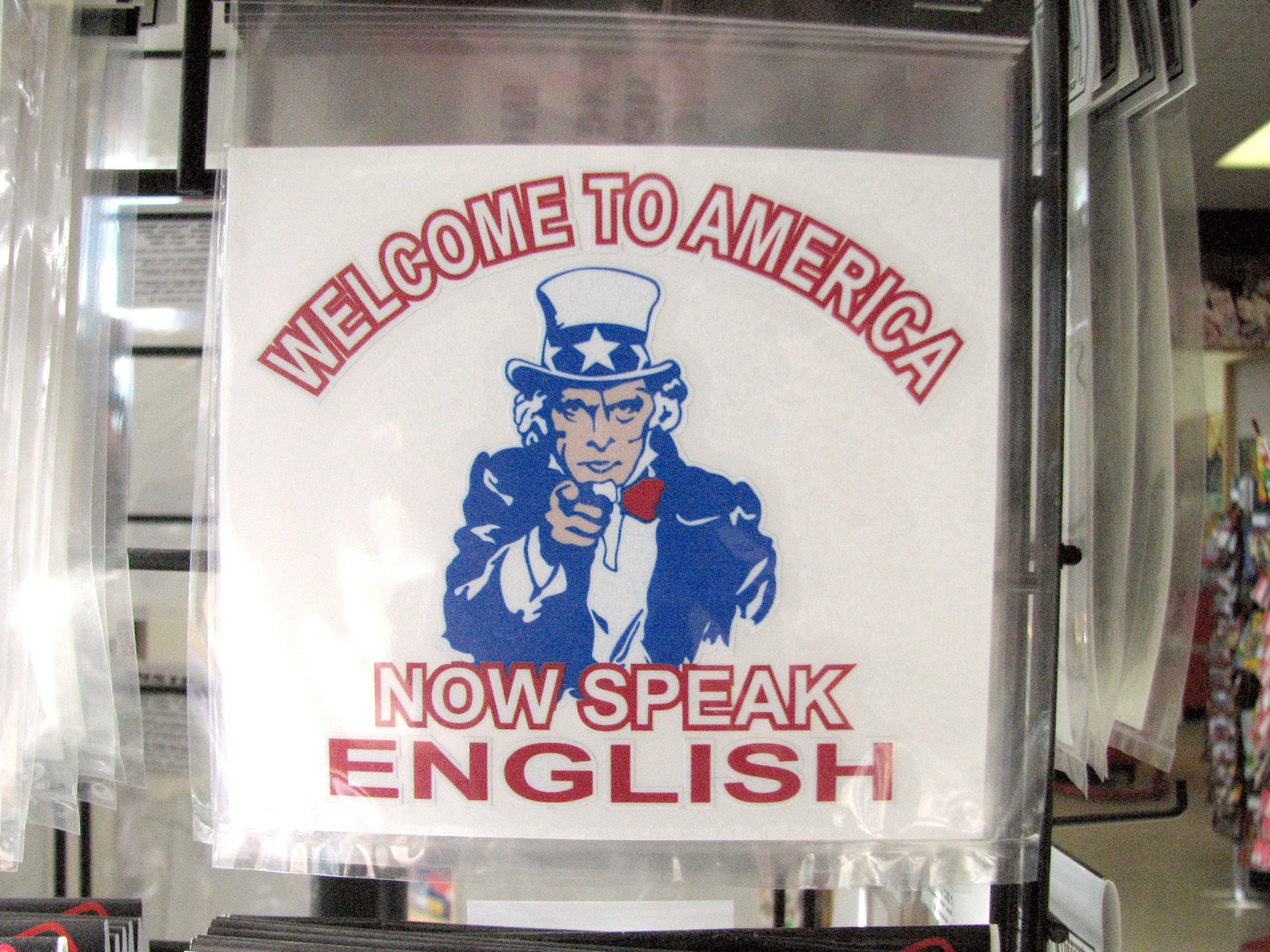
Aufkleber mit der Aufforderung, Englisch zu sprechen

Das English-Only Movement (deutsch Nur-Englisch-Bewegung), auch bekannt als „Official English Movement“ ist eine politische Bewegung, die sich für die ausschließliche Verwendung der englischen Sprache in der offiziellen Kommunikation der US-Regierung einsetzt, indem Englisch als einzige Amtssprache in den Vereinigten Staaten etabliert wird. Die Vereinigten Staaten hatten nie eine offizielle Landessprache. Zu bestimmten Zeiten und an bestimmten Orten gab es jedoch verschiedene Bestrebungen, die Verwendung von Englisch zu fördern oder vorzuschreiben, beispielsweise in Internaten für amerikanische Ureinwohner.
Die Unterstützung für die Nur-Englisch-Bewegung begann 1907 unter US-Präsident Theodore Roosevelt und dauert bis heute an. Republikanische Kandidaten haben diese Bewegung bei Wahlen unterstützt.
Die Nur-Englisch-Bewegung stößt in der amerikanischen Gesellschaft und im Bildungssystem auch auf Kritik und Ablehnung. Die American Civil Liberties Union (ACLU) sagt, dass Gesetze, die ausschließlich die englische Sprache vorschreiben, sowohl mit dem entscheidenden 1. Zusatzartikel zur Verfassung der Vereinigten Staaten als auch mit der freien Meinungsäußerung und dem Recht auf Gleichheit unvereinbar sind, da sie Regierungsmitarbeiter daran hindern, Hilfe und Dienste in anderen gängigen Sprachen der Vereinigten Staaten anzubieten.

## Frühe Bemühungen
Streitigkeiten zwischen Bürgern und Einwanderern über die Verwendung der englische Sprache gab es schon seit den 1750er Jahren, als in Pennsylvania Straßenschilder so geändert wurden, dass sie sowohl Englisch als auch Deutsch enthielten, um den vielen deutschen Einwanderern entgegenzukommen. Die deutsch-englische Debatte dauerte bis zum Ersten Weltkrieg, als internationale Feindseligkeiten zur Ablehnung aller deutschen Dinge führten, einschließlich des Verbots der deutschen Sprache und deutschsprachiger Medien, insbesondere deutscher Bücher.
Im Jahr 1803 gelangen infolge des Kaufes von Louisiana auch französischsprachige Bevölkerungen in die Vereinigten Staaten. Als Voraussetzung für die Aufnahme in die Vereinigten Staaten nahm Louisiana eine Bestimmung in seine Verfassung auf, die zwar später aufgehoben wurde, jedoch vorschrieb, dass alle offiziellen Dokumente in der Sprache veröffentlicht werden mussten „in der die Verfassung der Vereinigten Staaten verfasst ist“. Heute gibt es in Louisiana kein Gesetz, das Englisch als Amtssprache des Staates festlegt.
Nach dem Mexikanisch-Amerikanischen Krieg (1846–1848) kamen zusätzlich zu mehreren indigenen Bevölkerungsgruppen etwa 75.000 Spanisch sprechende Menschen in die Vereinigten Staaten.
Ein Gesetz aus dem Jahr 1847 erlaubte den anglo-französischen Unterricht an öffentlichen Schulen in Louisiana. 1849 erkannte die kalifornische Verfassung die spanischen Sprachrechte an. Die französischen Sprachrechte wurden nach dem amerikanischen Bürgerkrieg abgeschafft. 1868 empfahl die Indian Peace Commission den amerikanischen Ureinwohnern ausschließlich englischsprachigen Unterricht. 1878–79 wurde die kalifornische Verfassung umgeschrieben und besagte nun: „Alle Gesetze des Staates Kalifornien und alle offiziellen Schriftstücke sowie die Verfahren der Exekutive, Legislative und Judikative dürfen nur in englischer Sprache geführt, aufbewahrt und veröffentlicht werden.“
In den späten 1880er Jahren verabschiedeten Wisconsin und Illinois Gesetze, die den Unterricht sowohl an öffentlichen als auch an konfessionellen Schulen ausschließlich auf Englisch regelten.
Im Jahr 1896 wurde Englisch unter der Regierung der Republik Hawaii zur Hauptsprache im öffentlichen Schulunterricht für hawaiianische Kinder. Nach dem Spanisch-Amerikanischen Krieg wurde Englisch in Puerto Rico zur „offiziellen Unterrichtssprache“ erklärt.  Ebenso wurde Englisch nach dem Philippinisch-Amerikanischen Krieg zur offiziellen Amtssprache auf den Philippinen erklärt.
Im Jahr 1907 schrieb der US-Präsident Theodore Roosevelt: „In diesem Land ist nur Platz für eine Sprache, und das ist die englische Sprache. Denn wir wollen dafür sorgen, dass aus unseren Leuten durch die Feuerprobe Amerikaner mit amerikanischer Staatsangehörigkeit werden und nicht Bewohner einer vielsprachigen Pension.“ 
Während des Ersten Weltkriegs gab es eine groß angelegte Kampagne gegen die Verwendung der deutschen Sprache in den USA; dazu gehörte auch die Entfernung deutschsprachiger Bücher aus Bibliotheken. Eine ähnliche Aktion fand auch in Südaustralien mit dem Nomenclature Act von 1917 statt. Durch das Gesetz wurden 69 Städte, Vororte oder Gebiete mit deutschen Namen umbenannt.
Im Jahr 1923 wurde ein Gesetzentwurf des Kongressabgeordneten Washington J. McCormick zum ersten Gesetzesvorschlag bezüglich der Nationalsprache der Vereinigten Staaten, welcher die Sprache „Amerikanisch“ zur Nationalsprache machen sollte, um die Sprache der Vereinigten Staaten von des Vereinigten Königreiches zu unterscheiden. Dieser Gesetzentwurf wurde im Kongress trotz erheblicher Unterstützung – insbesondere von irischen Einwanderern, die den britischen Einfluss ablehnten – nicht verabschiedet.

## Unterstützer
U.S. English ist eine Organisation, die sich für English als Amtssprachen einsetzt und in den 1980er Jahren von den ehemaligen US-Senatoren S. I. Hayakawa und John Tanton gegründet wurde. ProEnglish ist eine weitere von Tanton gegründete Gruppe, die sich für Nur-Englisch einsetzt.
Im Jahr 2018 ergab eine Rasmussen-Umfrage, dass 81 % der amerikanischen Erwachsenen der Meinung waren, dass Englisch die offizielle Sprache der Vereinigten Staaten sein sollte, während 12 % dies nicht taten.
Im Jahr 2021 ergab eine weitere Rasmussen-Umfrage, dass 73 % der Amerikaner der Meinung waren, dass Englisch die Amtssprache sein sollte, nur 18 % stimmten dem nicht zu.

## Heute
Im Jahr 1980 stimmten die Wähler von Miami-Dade County, Florida, einer „anti-zweisprachigen Verordnung“ zu. Dies wurde jedoch 1993 von der Bezirkskommission aufgehoben, nachdem eine „rassisch orientierte Neueinteilung der Wahlbezirke“ zu einem Regierungswechsel geführt hatte.
1981 wurde Englisch zur Amtssprache im Commonwealth of Virginia erklärt. Im Jahr 1983 gründeten John Tanton und US-Senator S. I. Hayakawa eine politische Lobbyorganisation namens U.S. English. Tanton war ehemaliger Vorsitzender des Bevölkerungskomitees des Sierra Club und von Zero Population Growth und Gründer der Federation for American Immigration Reform (FAIR), einer Gruppe zur Reduzierung der Einwanderung. 1986 schrieb Tanton ein Memo mit Bemerkungen über Hispanics, die von Kritikern als abfällig bezeichnet wurden, das in der Zeitung Arizona Republic erschien und zum Rücktritt des Vorstandsmitglieds von U.S. English, Walter Cronkite, und der Geschäftsführerin Linda Chavez führte; Tanton brach daraufhin auch seine Verbindungen zu der Organisation ab. Im selben Jahr, 1986, gründete Larry Pratt English First, während Lou Zaeske, ein Ingenieur aus Bryan, Texas, die American Ethnic Coalition gründete. Mauro Mujica, ein chilenischer Einwanderer, wurde 1993 zum Vorsitzenden und CEO ernannt
Im Jahr 1994 gründeten John Tanton und andere ehemalige US-amerikanische Mitarbeiter ProEnglish, um ein Gesetz in Arizona zu verteidigen. ProEnglish lehnt den Begriff „English-only movement“ ab und bittet seine Unterstützer, die Bewegung stattdessen als „Official English“ zu bezeichnen.
Der US-Senat stimmte im Mai 2006 über zwei Änderungen an einem Einwanderungsgesetz ab. Die Gesetzesänderung erkannte Englisch als „gemeinsame und verbindende Sprache“ an und gab den Regierungsbehörden widersprüchliche Anweisungen zu ihren Verpflichtungen für nicht-englische Publikationen.
Am 6. Juni 2007 stimmte der US-Senat erneut über zwei Änderungsanträge zu einem späteren Einwanderungsreformgesetz ab, das den Änderungen des Senatsentwurfs von 2006 sehr ähnlich war. Letztlich sind weder das Einwanderungsreformgesetz von 2006 noch das von 2007 Gesetz geworden.
Am 22. Januar 2009 lehnten die Wähler in Nashville, Tennessee, in einem Referendum einen Vorschlag ab, „Nashville zur größten Stadt in den Vereinigten Staaten zu machen, die der Regierung verbietet, andere Sprachen als Englisch zu verwenden, mit Ausnahmen für Fragen der Gesundheit und Sicherheit“. Die Initiative scheiterte mit 57 zu 43 Prozent.
Im März 2012 wurde der republikanische Präsidentschaftskandidat Rick Santorum von einigen republikanischen Delegierten aus Puerto Rico kritisiert, als er öffentlich den Standpunkt vertrat, dass Puerto Rico, ein spanischsprachiges Territorium, verpflichtet werden sollte, Englisch als Bedingung für die Eigenstaatlichkeit zu seiner Hauptsprache zu machen.
Im Jahr 2015 sagte der damalige republikanische Präsidentschaftskandidat Donald Trump während einer Debatte: „Dies ist ein Land, in dem wir Englisch sprechen, nicht Spanisch.“
Am 6. Februar 2019 brachte der 116. Kongress einen Gesetzentwurf im Repräsentantenhaus ein, der Englisch als Amtssprache der Vereinigten Staaten festlegt. Das Repräsentantenhaus nannte ihn den English Language Unity Act of 2019. In diesem Gesetzentwurf gibt es einen Rahmen für die Umsetzung. Sie bemühen sich, Englisch als einzige Sprache durchzusetzen, indem sie es während des Einbürgerungsprozesses testen. Dieses Gesetz wurde noch nicht verabschiedet.

## Kritik an der Bewegung
Die moderne Nur-Englisch-Bewegung stieß bei der Linguistic Society of America auf Ablehnung, die 1986/87 eine Resolution verabschiedete, in der sie sich gegen „'English only'-Maßnahmen aussprach, weil sie auf falschen Vorstellungen über die Rolle einer gemeinsamen Sprache bei der Herstellung politischer Einheit beruhen und dass sie mit den grundlegenden amerikanischen Traditionen der sprachlichen Toleranz unvereinbar sind“.
Der Linguist Geoffrey Pullum wirft in einem Essay mit dem Titel „Here come the linguistic fascists“ English First „Hass und Misstrauen gegenüber Ausländern und Einwanderern“ vor und weist darauf hin, dass Englisch in den Vereinigten Staaten alles andere als bedroht ist: „Englisch zur offiziellen Sprache der Vereinigten Staaten von Amerika zu machen, ist ungefähr so dringend erforderlich, wie Hotdogs zum offiziellen Essen bei Baseballspielen zu machen.“  Rachele Lawton argumentiert unter Anwendung einer kritischen Diskursanalyse, dass die rein englischsprachige Rhetorik nahelegt, dass die „wahre Motivation Diskriminierung und Entrechtung ist“.
Die American Civil Liberties Union (ACLU) hat erklärt, dass Einsprachlichkeitsgesetze sowohl mit dem Recht des ersten Verfassungszusatzes, mit der Regierung zu kommunizieren oder Petitionen an die Regierung zu richten, als auch mit der Meinungsfreiheit und dem Recht auf Gleichheit unvereinbar sind, da sie Regierungsangestellte daran hindern, nicht-englischsprachige Hilfe und Dienstleistungen anzubieten. Am 11. August 2000 unterzeichnete Präsident Bill Clinton die Executive Order 13166 mit dem Titel „Verbesserung des Zugangs zu Dienstleistungen für Personen mit begrenzten Englischkenntnissen“. Die Executive Order verlangt von den Bundesbehörden, die von ihnen angebotenen Dienstleistungen zu überprüfen, den Bedarf an Dienstleistungen für Personen mit begrenzten Englischkenntnissen (LEP) zu ermitteln und ein System zur Bereitstellung dieser Dienstleistungen zu entwickeln und zu implementieren, damit LEP-Personen einen sinnvollen Zugang zu ihnen haben.
Während das Justizsystem festgestellt hat, dass die Gesetze der Bundesstaaten, die nur Englisch enthalten, weitgehend symbolisch und nicht verboten sind, interpretieren Vorgesetzte und Manager sie oft so, dass Englisch die obligatorische Sprache des täglichen Lebens ist. In einem Fall verbot ein Busfahrer einer Grundschule den Schülern, auf dem Weg zur Schule Spanisch zu sprechen, nachdem Colorado sein Gesetz verabschiedet hatte. Im Jahr 2004 behauptete eine Lehrerin in Scottsdale, dass sie die Richtlinien für den Verwend der englischen Sprache durchsetzte, als sie angeblich Schüler ohrfeigte, weil sie im Unterricht Spanisch sprachen. Im Jahr 2005 wurde in Kansas City ein Schüler suspendiert, weil er auf dem Schulflur Spanisch sprach. In der schriftlichen Disziplinarverfügung, in der die Entscheidung der Schule, den Schüler für eineinhalb Tage zu suspendieren, erläutert wurde, heißt es: „Dies ist nicht das erste Mal, dass wir [den Schüler] und andere gebeten haben, in der Schule kein Spanisch zu sprechen.“
Eine Studie sowohl über Gesetze, die Englisch als Unterrichtssprache vorschrieben, als auch über Schulpflichtgesetze während der Amerikanisierungszeit (1910–1930) ergab, dass die Politik die Alphabetisierung einiger im Ausland geborener Kinder moderat erhöhte, aber keinen Einfluss auf die späteren Arbeitsmarktergebnisse der Einwanderer oder die Maßnahmen zur sozialen Integration hatte. Die Autoren kamen zu dem Schluss, dass die „sehr moderaten Auswirkungen“ der Gesetze wahrscheinlich darauf zurückzuführen sind, dass Fremdsprachen auf natürliche Weise zurückgingen, ohne die Hilfe von Gesetzen, die nur Englisch vorsahen.

## Aktuelle Gesetze

Karte des Status der US-Amtssprache nach Bundesstaaten vor 2016. Blau: Englisch zur Amtssprache erklärt; hellblau: Englisch zur Co-Amtssprache erklärt; grau: keine Amtssprache

| Bundesland               | Englisch als Amtssprache | Weitere anerkannte Sprachen | Hinweis |
| ------------------------ | ------------------------ | --- | --- |
| Alabama                  | Ja                       | Nein | Seit 1990 |
| Alaska                   | Ja                       | Inupiaq, Siberian Yupik, Central Alaskan Yup'ik, Alutiiq, Unangax, Dena'ina, Deg Xinag, Holikachuk, Koyukon, Upper Kuskokwim, Gwich'in, Tanana, Upper Tanana, Tanacross, Hän, Ahtna, Eyak, Tlingit, Haida, Tsimshian | Seit 2015 |
| Arizona                  | Ja                       | Nein | Seit 2006, 1988 Gesetz als verfassungswidrig erklärt |
| Arkansas                 | Ja                       | Nein | Seit 1987 |
| Kalifornien              | Ja                       | Nein | Seit 1986 mit Proposition 63. Proposition 63 ist jedoch nicht umsetzbar wegen des Fehlens angemessener Gesetze und dem Bilingual Services Act, welcher die öffentliche Nutzung anderer Sprachen ermöglicht. |
| Colorado                 | Ja                       | Nein | Seit 1988; Von 1876 bis 1990 forderte die Verfassung von Colorado das Gesetze in Englisch, Spanisch und Deutsch veröffentlicht werden. |
| Connecticut              | Nein                     | Nein | |
| Delaware                 | Nein                     | Nein | |
| Florida                  | Ja                       | Nein | Seit 1988 |
| Georgia                  | Ja                       | Nein | Seit 1996 |
| Hawaii                   | Ja                       | Hawaiisch | Seit 1978 |
| Idaho                    | Ja                       | Nein | Seit 2007 |
| Illinois                 | Ja                       | Nein | Seit 1969; „Amerikanisch“ als offizielle Sprache von 1923 bis 1969. |
| Indiana                  | Ja                       | Nein | Seit 1984 |
| Iowa                     | Ja                       | Nein | Seit 2002 |
| Kansas                   | Ja                       | Nein | Seit 2007 |
| Kentucky                 | Ja                       | Nein | Seit 1984 |
| Louisiana                | Nein                     | Nein | Französisch hat seit 1986 einen Sonderstatus. |
| Maine                    | Nein                     | Nein | |
| Maryland                 | Nein                     | Nein | |
| Massachusetts            | Ja                       | Nein | Seit 2002; 1975 Gesetz als Verfassungswidrig erklärt. |
| Michigan                 | Nein                     | Nein | |
| Minnesota                | Nein                     | Nein | |
| Mississippi              | Ja                       | Nein | Seit 1987 |
| Missouri                 | Ja                       | Nein | Seit 1998; state constitution amended accordingly in 2008 |
| Montana                  | Ja                       | Nein | Seit 1995 |
| Nebraska                 | Ja                       | Nein | Seit 1920 |
| Nevada                   | Nein                     | Nein | |
| New Hampshire            | Ja                       | Nein | Seit 1995 |
| New Jersey               | Nein                     | Nein | |
| New Mexico               | Nein                     | Nein | Spanisch genießt seit der Verabschiedung der Staatsverfassung im Jahr 1912 eine besondere Anerkennung. English Plus seit 1989 |
| New York                 | Nein                     | Nein | |
| North Carolina           | Ja                       | Nein | Seit 1987 |
| North Dakota             | Ja                       | Nein | Seit 1987 |
| Ohio                     | Nein                     | Nein | |
| Oklahoma                 | Ja                       | Nein | seit 2010. Die Choctaw-Sprache ist innerhalb der Choctaw-Nation offiziell; die Cherokee-Sprache ist seit 1991 offiziell unter den Cherokee und der UKB |
| Oregon                   | Nein                     | Nein | English Plus Seit 1989 |
| Pennsylvania             | Nein                     | Nein | |
| Rhode Island             | Nein                     | Nein | English Plus Seit 1992 |
| South Carolina           | Ja                       | Nein | Seit 1987 |
| South Dakota             | Ja                       | Sioux | Seit 1995, Seit 2019 |
| Tennessee                | Ja                       | Nein | Seit 1984 |
| Texas                    | Nein                     | Nein | |
| Utah                     | Ja                       | Nein | English nur von 2000 bis 2021; Der Utah-Kodex wurde so geändert, dass er offiziell auf Englisch, aber nicht nur auf Englisch ist. |
| Vermont                  | Nein                     | Nein | |
| Virginia                 | Ja                       | Nein | Seit 1996 |
| Washington               | Nein                     | Nein | English Plus Seit 1989 |
| West Virginia            | Ja                       | Nein | Seit 2016 |
| Wisconsin                | Nein                     | Nein | |
| Wyoming                  | Ja                       | Nein | Seit 1996 |
| District of Columbia     | Nein                     | Nein | Der Language Access Act von 2004 garantiert den gleichberechtigten Zugang und die Teilnahme an öffentlichen Dienstleistungen, Programmen und Aktivitäten für Einwohner des District of Columbia, die nicht Englisch sprechen, lesen oder schreiben können (oder nur eingeschränkt in der Lage sind). Sprecher von Amharisch, Französisch, Chinesisch, Spanisch, Vietnamesisch und Koreanisch erhalten nochmal ein Sonderbehandlung |
| American Samoa           | Ja                       | Samoanisch | |
| Guam                     | Ja                       | Chamorro | |
| Northern Mariana Islands | Ja                       | Chamorro, Carolinianisch | |
| Puerto Rico              | Ja                       | Spanisch | |
| U.S. Virgin Islands      | Ja                       | Nein | |